# Cerro El Volador
Cerro El Volador är en kulle i Colombia.   Den ligger i departementet Antioquía, i den nordvästra delen av landet, 250 km nordväst om huvudstaden Bogotá. Toppen på Cerro El Volador är 1 611 meter över havet, eller 98 meter över den omgivande terrängen. Bredden vid basen är 1,0 km.
Terrängen runt Cerro El Volador är bergig åt nordost, men åt sydväst är den kuperad. Runt Cerro El Volador är det mycket tätbefolkat, med 5 805 invånare per kvadratkilometer. Närmaste större samhälle är Medellín, 2,8 km sydost om Cerro El Volador. Runt Cerro El Volador är det i huvudsak tätbebyggt.